# Bisdom Málaga
Het bisdom Málaga (Latijn: Dioecesis Malacitana) is een rooms-katholiek bisdom met als zetel Málaga, hoofdstad van de provincie Málaga, in Spanje. Het bisdom is suffragaan aan het aartsbisdom Granada.

## Geschiedenis
Het bisdom werd opgericht in de 3e eeuw. Na de islamitische verovering van het Iberisch Schiereiland in de 8e eeuw viel Spanje onder islamitische heerschappij en zetelden de bisschoppen niet meer in de stad. Na het beleg van Málaga in 1487 viel de stad weer in christelijke handen. Reeds op 4 augustus 1486 was het bisdom opnieuw opgericht. 

## Parochies
Het bisdom had in 2021 een oppervlakte van 7.306 km2 en telde 1.685.920 inwoners waarvan 75,0% rooms-katholiek was.

## Speciale gebouwen
- Catedral Basílica de la Virgen de la Encarnación, Málaga (kathedraal, basiliek)
- Basílica de Nuestra Señora de la Victoria y de las Mercedes, Málaga (basiliek)
- Basílica del Dulce Nombre de Jesús Nazareno del Paso y María Santísima de la Esperanza, Málaga (basiliek)

## Bisschoppen
- 290-304?: Sint Patricio
- 578-601: Severo
- 602-616?: Januario
- 617-633?: Teodulfo
- 634-653?: Tunila
- 678-690?: Samuël
- 690-711?: Honorio
- 838-844?: Amalsuindo
- 845-864?: Hostegesis
- rond 1117: Julián
- 1420-1430?: Fernando Verguera (titulair bisschop)
- 1430-1432?: Fernando de Algaria (titulair bisschop)
- 1433-1441?: Martín de las Casas (titulair bisschop)
- 1458-1487: Rodrigo de Soria (titulair bisschop)
- 1487-1499: Pedro Díaz de Toledo y Ovalle
- 1500-1518: Diego Ramírez de Villaescua de Haro
- 1518-1521: Raffaele Sansoni Riario (kardinaal)
- 1518-1540: Cesare Riario[1]
- 1541-1564: Bernardo Manrique
- 1565-1574: Francisco Blanco Salcedo
- 1574-1587: Francisco Pacheco de Córdoba
- 1587-1597: Luis García Haro de Sotomayor
- 1598-1599: Diego Aponte Quiñones
- 1600-1603: Tomás de Borja
- 1603-1614: Juan Alonso Moscoso
- 1615-1622: Luis Fernández de Córdoba
- 1622-1627: Francisco Hurtado de Mendoza y Ribera
- 1627-1630: Gabriel Trejo y Paniagua (kardinaal)
- 1633-1648: Antonio Henriquez Porres
- 1648-1655: Alfonso de la Cueva (kardinaal)
- 1656-1658: Diego Martínez Zarzosa
- 1659-1664: Antonio Piña (Peña) y Hermosa
- 1664-1692: Alfonso Enríquez de Santo Tomás
- 1693-1704: Bartolomé Espejos y Cisneros
- 1704-1713: Francisco de San José Pedro Mesía y Portocarrero
- 1713-1717: Manuel de Santo Tomás y Mendoza
- 1717-1725: Giulio Alberoni
- 1725-1734: Diego González Toro y Villalobos
- 1734-1744: Gaspar de Molina y Oviedo (kardinaal)
- 1745-1755: Juan de Eulate y Santa Cruz
- 1756-1774: José de Franquís Laso de Castilla
- 1776-1783: José Molina Lario y Navarro
- 1785-1799: Manuel Ferrer y Figueredo
- 1800-1809: José Vicente Lamadrid
- 1814-1825: Ildefonso Cañedo y Vigil
- 1825-1827: Manuel Martínez Ferro
- 1828: Juan Francisco Martínez y Castrillón
- 1829-1830: Juan Nepomuceno Gómez Durán
- 1831-1833: Juan José Bonel y Orbe
- 1833-1835: José Gómez y Navas
- 1848-1851: Salvador José Reyes y García de Lara
- 1851-1868: Juan Nepomuceno Cascallana y Ordóñez
- 1868-1874: Esteban José Pérez Fernández
- 1874-1875: Zeferino González y Díaz Tuñón
- 1875-1878: Esteban José Pérez Fernández
- 1878-1886: Manuel Gómez-Salazar y Lucio-Villegas
- 1886-1895: Marcelo Spínola y Maestre (kardinaal)
- 1895-1919: Juan Muñoz y Herrera
- 1920-1935: Manuel González García
- 1935-1946: Balbino Santos y Olvera
- 1947-1966: Ángel Herrera Oria
- 1967-1968: Emilio Benavent Escuín
- 1969-1973: Ángel Suquía Goicoechea (kardinaal)
- 1973-1991: Ramón Buxarrais Ventura
- 1993-2008: Antonio Dorado Soto
- 2008-heden: Jesús Esteban Catalá Ibáñez

Granada (aartsbisdom) · Almería · Cartagena · Guadix · Jaén · Málaga